# بوهدان اریچک
بوهدان اریچک (اوکراینی: Богдан Миколайович Оринчак؛ زادهٔ ۱۰ سپتامبر ۱۹۹۳) بازیکن فوتبال است.
وی همچنین در تیم ملی فوتبال Ivano-Frankivsk Oblast بازی کرده‌است.